# 刘赐贵
刘赐贵（1955年9月18日—），福建惠安人（现泉州市泉港区），中华人民共和国政治人物。中共福建省委党校第一期党政干部培训班大专毕业，中共中央党校研究生学历。曾任国家海洋局局长、海南省人民政府省长、中共海南省委书记、海南省人大常委会主任。中共第十八届中央纪委委员、第十九届中央委员。

## 生平
1973年2月参加工作，赴福建省邵武县洪墩公社插队锻炼；曾担任外石大队团支部书记、党支部书记。1973年12月加入中国共产党。1976年10月，在洪墩公社担任基层党工干部。1979年9月，任洪墩公社党委书记、革委会主任（1981年至1983年，在中共福建省委党校第一期党政干部培训班学习，获得大专学历）。
1983年7月，任中共邵武县委常委兼政法委书记。1983年10月，任中共邵武县委副书记。1986年2月，任中共光泽县委副书记。1988年10月，任中共光泽县委书记。1993年3月，任共青团福建省委常务副书记、省青年联合会主席（其间：1994年9月－1996年12月，在中共中央党校函授学院本科班经济管理专业学习）。1997年3月，任中共莆田市委常委、常务副市长。2000年3月，任福建省海洋与渔业局党组书记、局长。2002年5月，任中共龙岩市委副书记、副市长、代市长（12月当选市长）:905-906。2005年6月，任中共龙岩市委书记（期间，获得中共中央党校科学社会主义专业在职研究生学历）。2007年2月，任中共厦门市委副书记，厦门市人民政府代市长、市长。
2011年2月，转任国土资源部党组成员，国家海洋局局长、党组书记。在2012年11月召开的中共十八大上，当选中共第十八届中央纪律检查委员会委员。2013年3月，根据第十二届全国人民代表大会通过的《国务院机构改革和职能转变方案》，国家海洋局改组，以中国海警局的名义开展海上维权执法工作，刘赐贵留任国家海洋局局长，兼任中国海警局政治委员。
2014年12月，任中共海南省委副书记、并提名为海南省省长人选。2015年1月，任海南省人民政府代省长。2015年1月20日，海南省第五届人大常委会第十三次会议补选为第十二届全国人民代表大会代表。2015年2月，正式當選為海南省人民政府省長。
2017年4月1日，任中共海南省委书记。同年5月，当选海南省人大常委会主任。2018年2月24日，当选为第十三届全国人大代表。2020年11月30日，刘赐贵卸任中共海南省委书记。在卸任讲话中，刘赐贵以极大篇幅从五个方面表达了对习近平的“衷心感谢”。2020年12月，任全国人大外事委员会副主任委员。2023年3月，转任全国政协常委、中國人民政治協商會議全國委員會港澳台僑委員會主任。
2025年5月，擔任深入贯彻中央八项规定精神学习教育中央第六指导组组长，負責指導中国工商银行、中国人寿保险（集团）公司、中国投资有限责任公司。